# Lori frontvermell
El lori frontvermell (Charmosyna rubronotata) és una espècie d'ocell de la família dels psitàcids que habita la selva humida de Salawati i nord i nord-oest de Nova Guinea i Biak.